# البندقية طراز 30
البندقية طراز 30 (بالإنجليزية: Type 30 rifle Arisaka (三十年式歩兵銃 'Sanjū-nen-shiki hoheijū'، 'year 30 type infantry firearm')) هي بندقية يدوية ويغذيها مخزن. كانت بندقية المشاة الأساسية للجيش الإمبراطوري الياباني من عام 1897 (العام الثلاثين من فترة ميجي ، ومن هنا جاءت تسميتها "طراز 30") حتى عام 1905.

## التاريخ والتطور
بدأ الجيش الإمبراطوري الياباني تطوير بندقية جديدة في ديسمبر 1895 لتحل محل «بندقية موراتا» التي كانت قيد الاستخدام منذ عام 1880. تم تنفيذ المشروع بواسطة ترسانة كويشيكاوا في طوكيو تحت إشراف العقيد «أريساكا نارياكيرا»،  وكان أول بندقية في سلسلة بنادق «أريساكا» التي تم إستخدامها خلال الحرب العالمية الثانية. بحلول عام 1900، كان معظم فرق الجيش الإمبراطوري الياباني مجهزة بالكامل بالبندقية.
تم تصميم الطراز 30 في البداية لخرطوشة بندقية أريساكا Arisaka ذات الحافة نصف الدائرية مقاس 6.5×50 مم . يمكن ضبط المنظار حتى 2,000 متر (2,200 yd) . بالإضافة إلى البندقية القياسية، كان هناك أيضًا نسخة بندقية قصيرة بحجم 962 مـم (37.9 بوصة)، وكانت مخصصة لسلاح الفرسان والقوات الأخرى التي تحتاج إلى سلاح أقصر أو أخف وزنًا،  وكان لديها منظار يمكن ضبطه حتى 1,500 متر (1,600 yd) . أُطلق على النموذج الأولي اسم «طراز 29»، وبعد التحسينات، تمت إعادة تسميته باسم الطراز 30. بدأ إنتاجها في عام 1899.
تم استخدام الطراز 30 من قبل القوات اليابانية في الخطوط الأمامية في الحرب الروسية اليابانية. على الرغم من أنها كانت تحسنًا كبيرًا مقارنة ببندقية الطراز 22 (المعروفة أيضًا باسم «موراتا» "Murata")، إلا أنها واجهت بعض المشكلات المتعلقة بالسلامة. بناءً على الخبرة القتالية، تم تقديم نسخة محسنة، وهي البندقية طراز 38 في عام 1905،  لم يتلق الجيش الياباني عدد كافي من النسخة الجديدة، ونتيجة لذلك، احتفظ الجيش بمزيج من النماذج في الحرب العالمية الأولى  وفي وقت لاحق في الحرب العالمية الثانية .
بجانب اليابان، تم توريد الطراز 30 إلى العديد من الدول أثناء وبعد الحرب العالمية الأولى. وكان المستخدم الأكثر انتشارًا هو الإمبراطورية الروسية، التي طلبت ما يصل إلى 600,000 بندقية أريساكا، وكان نصفها على الأقل بنادق من الطراز 30. طلبت الإمبراطورية البريطامية 150,000 بندقية من الطراز 30 و 38. وصلت بعض تلك البنادق من بريطانيا إلي حلفائها من العرب مع الضابط البريطاني لورنس العرب.

## المستخدمون
- النمسا-المجر: تم الاستيلاء على بعضها على الجبهة الشرقية أثناء الحرب العالمية الأولى. عندما نفدت الذخيرة، تم تحويل بعضها إلى خرطوشة مانليشر-شوناور 6.5 × 54 مم.
- تشيكوسلوفاكيا: تم استخدامها بواسطة الفيلق التشيكوسلوفاكي أثناء الحرب الأهلية الروسية[7]
- إمبراطورية اليابان[8][9]
- استونيا[10]
- فنلندا[11]
- مملكة الحجاز الثوار العرب في الثورة العربية الكبرى[7]
- كوريا[12]
- جمهورية الصين (1912–1949)[13]
- الإمبراطورية الروسية: تم توريدها من بريطانيا كمساعدة عسكرية في الحرب العالمية الأولى وتم شراؤها من اليابان.[6]
- الجمهورية الإسبانية[14]
- المملكة المتحدة[15]